# Caspar Josef Carl von Mylius
Caspar Josef Carl von Mylius (* 11. November 1749 in Köln; † 4. Juli 1831 in Reuschenberg/Bürrig) war einer der Söhne des Kölner Bürgermeisters Johann Heinrich Arnold von Mylius (1709–1774; Amtszeiten 1754/55, 1757/58, 1760/61, 1763/64, 1766/67, 1769/70, 1772/73) und wurde über die Stadt hinaus als Soldat bekannt. Mylius ist ein sehr altes, zu den adeligen Patrizierfamilien der ehemals Freien Reichsstadt Köln gehöriges Geschlecht, das bedeutende Stadtämter innehatte und 1775 in den Reichsfreiherrenstand erhoben wurde. Oberhaupt der beiden männlichen Linien waren:
- Freiherr Everhard, Sohn des 1838 verstorbenen preußischen Geheim-Justizraths u. Senatspräsidenten bei dem Appellationsgerichtshof (jetzt: Oberlandesgericht) Freiherr Karl, (* 1813), war "Oberprocurator" beim Landgericht in Köln.
- Freiherr Everhard, Sohn des 1831 verstorbenen Generalfeldwachtmeisters Freiherrn Kaspar Joseph war Kämmerer und Oberstlieutenant in der österreichischen Armee.

## Werdegang
Nach seinem Eintritt in die österreichische Armee wurde Caspar Josef Carl von Mylius am 9. Dezember 1775 durch Kaiserin Maria Theresia zum Freiherrn ernannt. Sein höchster Dienstgrad dort war Feldmarschalleutnant, zu dem er am 13. September 1799 befördert wurde. In erster Ehe war er seit 1781 mit Maria Anna von Groote und seit dem 15. Mai 1802 mit Henriette Freiin von Wyle in zweiter Ehe verheiratet. Diese wurde Alleinerbin des ihm seit 1767 gehörenden Schlosses Reuschenberg, in das er sich nach seiner Entlassung aus der Armee im Februar 1805 zurückzog.

## Familie
Er war zweimal verheiratet. Er heiratete im Jahr 1781 Maria Anna von Gro(o)te († 1785) und 15. Mai 1802 Freiin Henriette von Wyle († 1823). Er hatte aus erste Ehe Kinder:
- Eberhard Gereon (* 10. Januar 1784; † 3. März 1865) ⚭ 1825 Karoline von Managetta und Lerchenau (* 4. November 1804; † 13. Dezember 1832)
- Sophie Albertina (* 8. Februar 1782) ⚭ 1819 Karl von Heinsperg Bakenhofen
- Klara Salesia (* 10. Januar 1784; † 27. Dezember 1865) ⚭ Friedrich August von Rummel (1772–1856)

## Bekanntheit
Einige Quellen schreiben ihm zu, eine auf das Jahr 1781 datierte, handgeschriebene Textfassung des Volksliedes Der treue Husar aus Österreich nach Köln mitgebracht zu haben. Diese wohl früheste Version fand sich 1929 in seinem Nachlass. Das Lied wird in Deutschland, aber insbesondere in Köln, im Karneval gesungen.